# Рийва Стийнкамп
Рева Ребека Стенкамп или Рийва Ребека Стиънкамп/Стийнкамп (на африкаанс: Reeva Rebecca Steenkamp) е южноафрикански модел и телевизионна звезда. Застреляна от нейния приятел Оскар Писториус.

## Биография
Стийнкамп е родена в Кейптаун в семейство с датско-германски корени – нейните родители са Бари Стийнкамп, дресьор на коне, и неговата втора съпруга Юна. Има 2 по-големи братя и сестри – Адам и Симон. По-късно нейното семейство се мести в Порт Елизабет, където тя учи в манастирското училище „Свети Доминик“. След това Рийва учи право в университета на Порт Елизабет, където се дипломира през 2005 г.

### Кариера
След университета Рийва работи като модел. Започва да практикува право през 2011 г., като се надява да навлезе в бранша и да бъде компетентен адвокат на 30-годишна възраст.
Рийва започва да се снима като модел едва на 14 години. Била е финалистка на „Лицата на бъдещето“ през 2004 и Мис Порт Елизабет през 2005 г. Работи за FHM като модел и рекламно лице и е първото рекламно лице на „Ейвън“ в Южна Африка. Също така се снима и за бижутерията Sivana Diamonds.
През 2011 г. се класира на 40-о място на класацията на FHM за 100-те най-секси жени в света и на 45-о през 2012 г. Нейният стилист е Марк Джейкъбс. Стийнкамп става рекламно лице на Spirit day кампанията против насилие през 2012 г.

### Личен живот
Преди да нарани гърба си в сериозен инцидент, Рийва Стийнкамп е страстна ездачка. Обожава конете и ездата, но след инцидента не може да язди повече – „Беше ужасно. Сякаш отново трябваше да се науча да ходя.“ – споделя тя. Във висшето общество на Южна Африка Рийва е канена на всички светски събития.
Стийнкамп излиза с южноафриканския олимпийски и параолимпийски атлет Оскар Писториус от ноември 2012 г.

### Смърт
На 14 февруари 2013 г. Рийва е застреляна от приятеля си Оскар Писториус. Кремирана е в гробището Виктория на 19 февруари 2013 г.
Обвинен за нейното убийство, в съда той твърди, че я бил помислил за крадец. Следващата година е осъден на 5 години затвор за непредумишлено убийство.